# Oscilloscopio

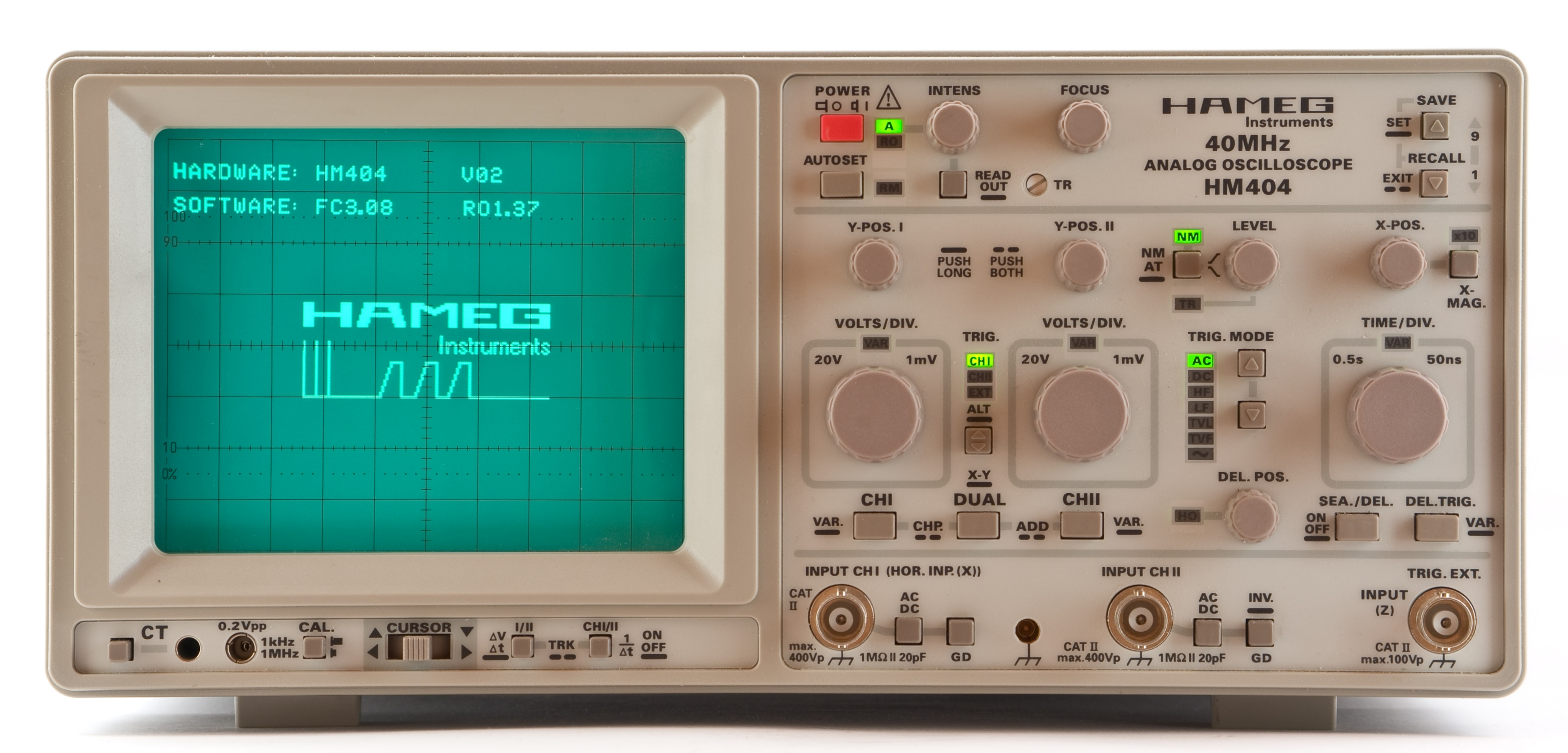
Un oscilloscopio analogico HAMEG HM404-2 da 40 MHz

L'oscilloscopio è uno strumento di misura elettronico che consente di visualizzare, su un grafico bidimensionale, l'andamento nel dominio del tempo dei segnali elettrici ed effettuare misure a lettura diretta di tensione (rappresentata sull'asse verticale) e periodo (con il tempo rappresentato sull'asse orizzontale). 
Per mezzo di un oscilloscopio analogico è possibile ricavare la misura di grandezze quali corrente, potenza ed energia del segnale, mentre un oscilloscopio digitale, grazie alla possibilità di memorizzare una forma d'onda campionata, permette di effettuarne una lettura diretta per mezzo di calcoli sui campioni in memoria. Generalmente l'oscilloscopio si utilizza per analizzare segnali periodici.
La frequenza massima dei segnali visualizzabili, così come la risoluzione temporale, ovvero la più rapida variazione rilevabile, dipende dalla banda passante dello strumento, a sua volta dipendente dalla qualità e in ultima analisi dal costo. Si spazia dalle decine di MHz adatti per lavorare con segnali audio e televisivi, ai costosi modelli digitali da diversi GHz. Può essere considerato uno strumento universale. Tramite opportuni trasduttori, si può analizzare qualsiasi fenomeno fisico, anche eventi casuali e non ripetitivi.

## Introduzione

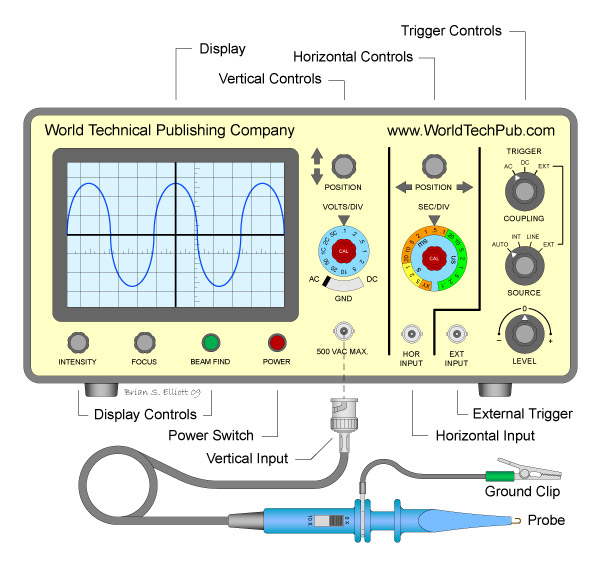
Oscilloscopio di base

Un oscilloscopio classico è normalmente costituito da una scatola rettangolare su cui è presente uno schermo e numerose manopole e pulsanti di comando. Allo schermo è sovrapposto un reticolo allo scopo di favorire la lettura dei dati. Ogni intervallo del reticolo è chiamato divisione: sull'asse orizzontale le divisioni sono solitamente 10, sull'asse verticale variano da 6 in su, dipendentemente dalla geometria dello schermo. Questa modalità costruttiva è rimasta invariata per decenni fino all'avvento degli oscilloscopi digitali dotati di microprocessore, e di conseguenza in grado di installare a bordo veri e propri sistemi operativi i quali, uniti alla tecnologia degli schermi sensibili al tocco, hanno cambiato radicalmente l'aspetto e l'operatività di questo strumento.
I segnali da misurare o analizzare vengono prelevati tramite appositi connettori coassiali presenti sul pannello, la loro tipologia standardizzata varia in base alla frequenza del segnale in analisi, da BNC adatto per frequenze relativamente basse, o tipo N, utilizzato quando le frequenze in gioco sono più elevate, fino al tipo SMA, SMB ed altri, adatti a veicolare segnali con frequenze dell'ordine delle decine di GHz. Ai connettori d'ingresso possono essere collegate le sonde, accessori particolari usati per prelevare segnali dai circuiti studiati.
In modalità semplice, un punto luminoso percorre lo schermo da sinistra a destra a velocità costante, ridisegnando ripetutamente una linea orizzontale. La velocità di scansione è selezionabile per mezzo di una manopola presente sul pannello, la quale comanda il circuito chiamato base dei tempi: questo circuito genera precisi intervalli di tempo, che possono spaziare da pochi secondi a qualche nanosecondo; i valori, espressi in unità di tempo per divisione, sono riportati sulla manopola.
In assenza di segnale, la traccia è solitamente al centro dello schermo, e l'applicazione di un segnale all'ingresso, provoca la deflessione verso l'alto o verso il basso, in funzione dalla polarità del segnale. La scala verticale è espressa in volt per divisione e può essere regolata da decine a millesimi di volt (sono comunque disponibili modelli in grado di effettuare misure dell'ordine dei microvolt). L'altezza iniziale del grafico (offset) può comunque essere decisa dall'utente, così come è possibile escludere la componente in corrente continua presente nel segnale in esame, nonché scegliere l'impedenza di ingresso.
In questo modo si ottiene la visualizzazione di un grafico di tensione in funzione del tempo. Se il segnale è periodico, è possibile ottenere una traccia stabile regolando la base dei tempi in modo da coincidere con la frequenza del segnale o un suo sottomultiplo. Per esempio, se si ha in ingresso un segnale sinusoidale a 50 Hz, si può regolare la base dei tempi in modo che una scansione orizzontale avvenga in 20 millisecondi. Questo sistema è chiamato "sweep" continuo (in italiano "spazzata continua", nel senso di continuità di una funzione).

L'oscillatore della base dei tempi, non essendo sincronizzato con il segnale in analisi, impedisce di avere la traccia del segnale stabile e ferma, perciò questa, la si vedrà fluttuare sullo schermo più o meno velocemente da destra a sinistra o viceversa.
Per ottenere una traccia stabile gli oscilloscopi moderni dispongono di una funzione chiamata trigger (innesco): questo circuito, inventato nel 1946 dai due fondatori della società Tektronix, fa partire la scansione solo in corrispondenza del verificarsi di un evento sul segnale in ingresso, per esempio il superamento di una soglia di tensione positiva o negativa. Dopo avere completato la scansione da sinistra a destra, l'oscilloscopio rimane in attesa di un nuovo evento. In questo modo la visualizzazione rimane sincronizzata al segnale e la traccia è perfettamente stabile. La soglia di sensibilità del trigger, così come altri parametri, è regolabile dall'utente.

Il circuito del trigger può essere configurato per mostrare una sola scansione di un segnale non periodico, come un singolo impulso o sequenze di impulsi non ripetitivi. È possibile introdurre un ritardo tra l'evento e l'inizio della visualizzazione, in modo da analizzare parti del segnale che altrimenti sarebbero fuori dal campo di visualizzazione.
Le modalità di trigger normalmente presenti sono:
- trigger esterno: con un segnale applicato ad un apposito ingresso ed indipendente da quello analizzato.
- trigger a soglia: basato sul superamento di un livello prefissato, in salita oppure in discesa.
- trigger video: è uno speciale circuito che estrae i riferimenti di sincronismo di riga o di quadro dal segnale televisivo. Utile per lavorare con segnali video.
- trigger sulla rete elettrica: disponibile negli oscilloscopi alimentati dalla rete in corrente alternata. È utile in elettrotecnica.

Può però capitare che il segnale non soddisfi mai le condizioni di trigger e lo schermo rimane buio, rimanendo quindi senza informazione su quello che sta accadendo. In tal caso è possibile usare l'auto-trigger, regolabile generalmente con il comando "GATE", il quale può essere impostato a:
- normal: in assenza di trigger, lo schermo resta nero.
- auto: trascorso un certo periodo di tempo dall'ultima visualizzazione, la traccia parte senza sincronizzazione.
- single (detto anche one-shot o single sweep): ogni singolo sweep dev'essere abilitato mediante un comando esterno (tasto o segnale).

Un altro controllo, per quanto riguarda i trigger, è l'hold-off, ovvero il "trattenimento" del trigger. Esso permette di fissare un tempo, successivo allo spazzolamento, in cui il verificarsi della condizione di trigger è ignorata. Risulta utile in particolari situazioni, ad esempio quando si vuole visualizzare una traccia in cui il trigger viene soddisfatto due o più volte, in un unico periodo.
Molti oscilloscopi permettono di escludere la base dei tempi e fornire all'asse orizzontale un segnale esterno: è la modalità X-Y, utile per visualizzare le relazioni di fase tra due segnali in ambito radiotelevisivo. Applicando due segnali sinusoidali in rapporto armonico di frequenza agli ingressi, sullo schermo vengono visualizzate particolari figure, chiamate figure di Lissajous, con le quali è possibile conoscere i rapporti di fase e di frequenza tra essi.
Alcuni oscilloscopi hanno sullo schermo dei cursori che possono essere spostati ed utilizzati per misurare con precisione intervalli di tempo o differenze di potenziale.
Molti oscilloscopi hanno due o più ingressi verticali, consentendo di visualizzare diversi segnali contemporaneamente. Le regolazioni verticali sono separate mentre la base dei tempi ed il trigger è comune.
Per visualizzare diversi segnali contemporaneamente, da diversi canali in ingresso, si possono adottare principalmente due soluzioni:
1. si costruisce un oscilloscopio con la possibilità di disegnare contemporaneamente due o più tracce.
2. si utilizza lo stesso punto luminoso per visualizzare le due tracce (o più di due).

Il secondo caso può essere realizzato in modalità alternate o in modalità chopped.
Supponendo che vi siano due tracce A e B, con la modalità alternate viene visualizzata alternativamente una scansione la traccia A e l'altra scansione la traccia B. Tale modo è utile per visualizzare segnali a frequenza elevata, poiché più è alta la frequenza e meno si nota l'alternanza delle tracce. Con una frequenza altissima ci si potrebbe illudere che le due tracce siano visualizzate esattamente allo stesso istante temporale.
Con la modalità chopped sono invece visualizzate alternativamente piccolissime porzioni dei due segnali A e B. Essa è utile per visualizzare segnali a bassa frequenza, sebbene i due segnali non vengano visualizzati sullo schermo in modo continuo. Questo perché essendo bassa la frequenza, la modalità alternate le visualizzerebbe troppo lentamente per far sì che sembrino sullo stesso schermo contemporaneamente.
Esistono modelli con doppio trigger, che permettono di visualizzare un segnale con una base dei tempi diversa. In questo modo è possibile avere la modalità zoom, in cui una porzione del segnale mostrato su una traccia può essere mostrato espanso sull'altra traccia.
Per analizzare eventi non ripetitivi alcuni oscilloscopi sono dotati di memoria di traccia, un sistema che mantiene visualizzata l'ultima traccia apparsa. In alcuni modelli digitali la scansione può durare ore, e la traccia visualizzata scorre sullo schermo da destra a sinistra come avverrebbe in un registratore su striscia di carta.
Normalmente ogni oscilloscopio è dotato di un circuito chiamato calibratore, il quale genera costantemente un segnale, costituito da un'onda quadra di ampiezza e frequenza nota. Collegando l'ingresso di misura all'uscita del calibratore è possibile controllare il funzionamento e fare pratica con lo strumento, ma soprattutto eseguire saltuariamente l'operazione di compensazione delle sonde (che sono dotate di un trimmer capacitivo di compensazione).

## Funzionamento

### Oscilloscopio a tubo catodico (monitor vettoriale)

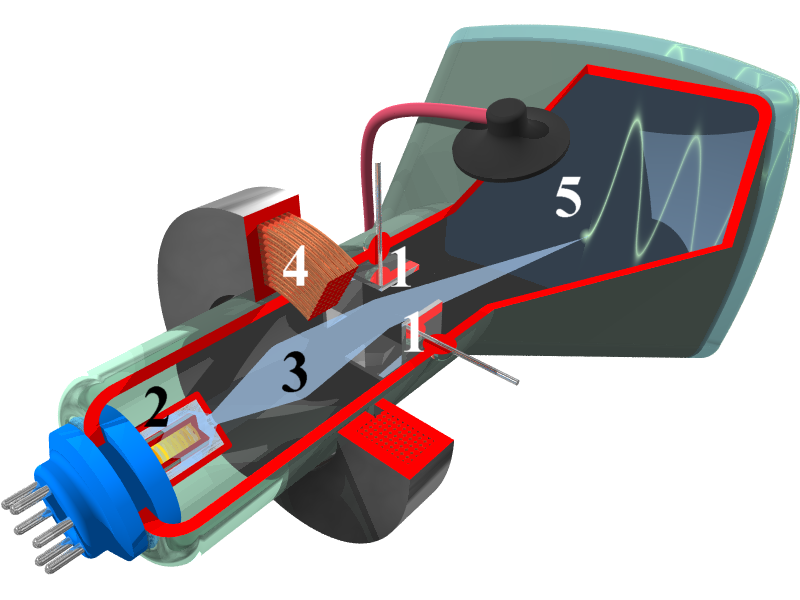
Spaccato di un tubo a raggi catodici per oscilloscopio (monitor vettoriale).
1. Placche di deflessione
2. Cannone a elettroni
3. Fascio di elettroni
4. Messa a fuoco della bobina
5. Parte interna dello schermo rivestita con fosforo

Concettualmente, l'oscilloscopio a tubo catodico, è costituito da 4 circuiti elettronici distinti: amplificatore verticale, amplificatore orizzontale, base dei tempi e alimentatore di corrente. Questa tipologia costruttiva definita "analogica", è rimasta invariata fino alla metà degli anni ottanta, quando iniziarono a diffondersi tecniche digitali applicabili anche a questo strumento; agli oscilloscopi "Analogici" si affiancarono quelli "Digitali", che avvantaggiati da migliori prestazioni e minori costi di produzione, in 2 decenni soppiantarono gli analogici, basti pensare che il solo tubo catodico a memoria del 181A Hewlett-Packard in uso negli anni '70, come parte di ricambio, costava, $3000.
I modelli più sofisticati, adatti per analisi e misure impegnative, sono costituiti da veri e propri sistemi modulari. Celebre è stata negli anni 70 la serie analogica 7000 Tektronix, dove lo strumento base denominato "mainframe", comprendente tubo catodico, alimentatore, amplificatori verticale e orizzontale, calibratore ed eventuale memoria analogica, disponibile in vari modelli, era ingegnerizzato per poter accogliere in un apposito vano dotato di slitte, vari moduli di acquisizione, denominati plug-in, nella configurazione massima, una coppia di amplificatori verticali e una coppia di base tempi. A seconda della tipologia di misura da effettuare e alla sua grandezza, era possibile scegliere la plug-in meglio confacente alle proprie necessità; ad esempio, per analisi di segnali con valori di tensioni molto piccoli, era disponibile la plug-in 7A22, un amplificatore differenziale, il cui attenuatore d'ingresso calibrato, spaziava in un range di 19 step, da 10 volt a 10 microvolt per quadretto, la versatilità del sistema era tale da poter configurare il proprio mainframe in un analizzatore di spettro semplicemente inserendo senza necessità di alcun attrezzo l'apposita specifica plug-in.
Il tubo catodico è un'ampolla di vetro a simmetria cilindrica che termina da un lato con uno schermo ricoperto di fosforo, una sostanza che si illumina quando colpita da un flusso di elettroni, dall'altra da un filamento a cui nella quasi generalità dei casi è applicata una tensione di circa 6,3 volt, in alcuni strumenti portatili dotati di batteria di alimentazione, come nel caso del Tektronix 1502, il valore di tensione ai capi del filamento è ridotto a 600 mV, il flusso di corrente ne causa un riscaldamento fino ad una temperatura di 700-800 °C, emettendo elettroni con facilità se sottoposto ad un campo elettrico. Nell'ampolla viene praticato il vuoto.
Il tubo catodico di un oscilloscopio è simile a quello di un televisore in bianco e nero, ma è più allungato e ha uno schermo più piccolo. Nel collo del tubo è presente un cannone elettronico (2 nella figura a destra). Una differenza di potenziale di migliaia di volt è applicata tra il catodo (a potenziale negativo) e le griglie dell'anodo (a potenziale positivo). Gli elettroni sono attratti dal campo elettrico verso lo schermo, focalizzati dal campo magnetico prodotto da un apposito elettromagnete (4), dove vanno a colpire un materiale fosforescente (5) che emette luce nel punto colpito.
Il fascio (3) viene deviato orizzontalmente e verticalmente dal campo elettrico trasversale generato da due coppie di placche di deflessione (1). Le placche di deflessione verticale, in realtà erano inizialmente più di una, comandate da apposite linee di ritardo per aumentare la banda passante dello strumento, in seguito la linea di ritardo prese la forma di una cartuccia contenente la linea stessa, costituita semplicemente da una coppia di fili lunghi qualche metro, affiancati, isolati tra loro, schermati e avvolti a formare una matassina, la lunghezza della linea è inversamente proporzionale alla banda passante dello strumento. Posta tra il preamplificatore d'ingresso e l'amplificatore finale, permette al segnale di trigger, generato nel preamplificatore, di attivare la scansione, prima che il segnale in analisi giunga alle placche verticali, così da non perdere alcun dettaglio.
Nel tempo è stata abbandonata la focalizzazione magnetica, preferendo focalizzare il fascio con due griglie inserite all'interno del tubo, polarizzandole con tensioni regolate da due potenziometri, uno per il fuoco, l'altro per l'astigmatismo, si agisce su questi per ottenere la massima definizione del punto luminoso.
In un tubo catodico televisivo, invece, la deflessione avviene con due campi ortogonali, uno elettrico e uno magnetico, quest'ultimo generato da potenti bobine e permette di incurvare la traiettoria degli elettroni senza aumentarne la velocità, ciò permette di avere schermi grandi ma compatti. L'uso di bobine di elevata impedenza, però, trasforma il circuito in un filtro passa-basso rendendo impossibile far funzionare lo schermo ad elevate frequenze. Applicato a segnali televisivi ciò non comporta alcun problema, dovendo lo schermo lavorare alla frequenza di 25 Hz (160 Hz nei migliori monitor CRT), ma un oscilloscopio è usato per tracciare segnali che possono avere frequenze anche oltre un GHz, ed è quindi necessario rinunciare alla maggiore curvatura offerta dai campi magnetici e optare per soli campi elettrici. Ciò rende il tubo molto più allungato e non permette di avere schermi con un diametro superiore ai 20 cm, originariamente la forma del tubo era completamente tonda, nel tempo, la parte anteriore prese la forma rettangolare, in seguito, con l'avvento degli LCD non vi furono più limiti alla dimensioni dello schermo.
Quando il campo tra le placche è nullo, gli elettroni procedono in linea retta, provocando la visualizzazione di un singolo punto luminoso al centro dello schermo. L'applicazione di un campo provoca la deflessione del fascio con ampiezza funzione della differenza di potenziale e verso dipendente della polarità applicata alle placche. Scopo dell'amplificatore orizzontale, è di elevare i valori di tensione e corrente del segnale a dente di sega generato dall'oscillatore, portandoli a livelli ottimali per il pilotaggio delle placche.
Entrambi gli amplificatori hanno guadagno fisso, il verticale necessita di un circuito chiamato attenuatore, posto tra il connettore di ingresso dello strumento e l'amplificatore, la sua funzione è di attenuare con fattori fissi e calibrati, i segnali in ingresso, mantenendoli all'interno di un range corretto per pilotare le placche di deflessione. Segnali di ingresso molto piccoli andranno direttamente all'amplificatore, altrimenti passeranno nell'attenuatore.
Un esempio, reticolo verticale: 8 quadretti, traccia al centro, massima sensibilità dello strumento: 5 millivolt per quadretto, segnale in ingresso sinusoide di 40 millivolt picco-picco, in questo caso, per visualizzare il segnale sugli 8 quadretti costituenti l'intero schermo, è necessario posizionare il selettore dell'attenuatore sul valore di massima sensibilità, di fatto escludendolo, se aumentiamo il livello del segnale portandolo a 60 millivolt, i picchi della sinusoide andranno fuori schermo e oltre a non vederli non potremmo misurarne il valore picco-picco, per rivisualizzare l'intero segnale dovremo usare l'attenuatore, posizionandolo sul primo fattore di attenuazione.
Gli ingressi degli oscilloscopi hanno solitamente due valori selezionabili di impedenza, 50 ohm e 1 megaohm, il primo è utilizzato per l'uso di segnali standard provenienti da calibratori e generatori di segnali, il secondo con l'uso di varie tipologie di sonde; è sempre presente un selettore, atto a predisporre l'ingresso per eseguire misure in DC o AC, nel secondo caso, viene interposto in serie al segnale in esame un condensatore, indispensabile per alcune tipologie di misura, per bloccare la componente continua del segnale, ad esempio nella misurazione del ripple di un alimentatore.
Caratteristica dello strumento, è la velocità di risposta, enormemente maggiore di un sistema meccanico,(per esempio di un multimetro analogico), essendo il fascio elettronico quasi privo di massa, la sua inerzia è nulla, il limite alla velocità di risposta è data dagli amplificatori, la qualità dei quali contribuisce a determinare il costo dell'oscilloscopio; considerare che impostando la base-tempi su 10 nanosecondi per quadretto, impone al fascio di spostarsi da un lato all'altro dello schermo in un decimo di microsecondo, alla velocità di 100 chilometri al secondo.

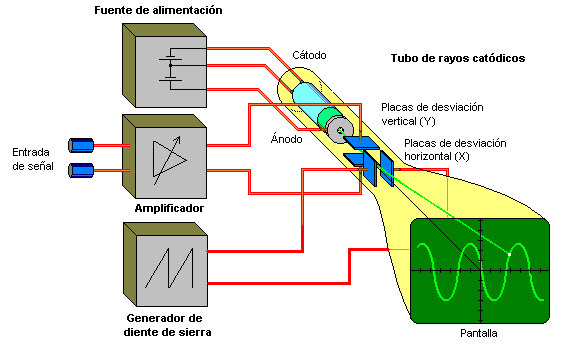
Schema a blocchi di un oscilloscopio a tubo catodico

La base-tempi è un circuito oscillatore che genera un segnale a dente di sega chiamato anche "rampa", la cui frequenza è regolabile entro un ampio margine tramite una manopola indicante precisi intervalli di tempo, riferiti ad un quadretto del reticolo sull'asse orizzontale dello schermo. Una tensione, da zero cresce linearmente fino ad un valore massimo, quindi torna rapidamente a zero e il ciclo riprende. Questo segnale amplificato, applicato alle placche di deflessione orizzontale, provoca la scansione del fascio elettronico attraverso lo schermo. Un circuito chiamato "Unblanking" (spegnimento) si incarica di generare un impulso della stessa durata del tempo che impiega il segnale a dente di sega a portarsi dal suo massimo al suo minimo, e viene usato per spegnere il fascio ed evitare di vedere la "ritraccia", cioè lo spostamento del punto luminoso da destra a sinistra.
Gli oscilloscopi multitraccia non hanno diversi cannoni elettronici. In realtà, le tracce sono visualizzate alternativamente ad ogni scansione orizzontale (modalità alternative), oppure i punti che costituiscono le tracce sono visualizzati alternativamente in rapida alternanza (modalità chop). In entrambi i casi, l'effetto e così rapido che le tracce sembrano effettivamente due o più. Sono stati realizzati pochissimi modelli di oscilloscopi con due cannoni elettronici e due serie di placche verticali (le orizzontali sono in comune): uno di questi è il modello PM3230, prodotto negli anni '70 dalla Philips, il cui circuito era ibrido, e il cui stadio d'ingresso dei due canali era costituito dal doppio triodo E88CC. A quel tempo, la frequenza di lavoro dei transistor era ancora inadeguata per gli stadi d'ingresso degli oscilloscopi ad alte prestazioni, tanto che il costruttore Tektronix, per aumentare la banda passante (50 MHz) del modello 453 interamente a transistor, mise in produzione il 454, avente banda passante triplicata (150 MHz) grazie all'impiego nel primo stadio di ingresso di entrambi i canali, di un nuvistor.
L'alimentatore è un componente importante in un oscilloscopio, poiché fornisce le varie tensioni di valore appropriato, per riscaldare il catodo, per alimentare la base dei tempi, gli amplificatori e l'alta tensione per le placche e l'accelerazione degli elettroni. Questi valori di tensione devono essere molto stabili e precisi, poiché ogni variazione si ripercuote sulla posizione della traccia con conseguente errore nella misurazione del segnale analizzato. Generalmente queste tensioni sono regolabili per mezzo di trimmer, necessari per la messa a punto periodica dello strumento. Generalmente nel manuale di servizio, il costruttore indica gli intervalli di tempo entro i quali lo strumento deve essere ricalibrato perché mantenga le prestazioni dichiarate. Negli anni '80, il servizio interno di certificazione del costruttore Olivetti, imposto dalle normative ISO 9001, gestiva la ricalibrazione di questi strumenti a cadenza trimestrale.
Alcuni oscilloscopi analogici recenti integrano alcune funzioni digitali alla struttura descritta. La deflessione del fascio elettronico è controllata da circuiti digitali che possono così visualizzare, oltre alla traccia analogica, grafici e scritte. Alcuni elementi visualizzati sono:
- Visualizzazione sullo schermo delle impostazioni degli amplificatori e della base dei tempi.
- Linee orizzontali posizionabili (cursori) per effettuare misure di tensione.
- Linee verticali posizionabili (cursori) per effettuare misure di tempi.
- Valori di Tempo, Frequenza e Tensione del segnale in esame, in forma digitale.
- Menù per le impostazioni dei trigger e altre funzioni.

### Oscilloscopio a memoria analogica
Alcuni oscilloscopi analogici sono dotati di memoria. Questa funzione fa sì che la traccia, che normalmente si cancella in una frazione di secondo, persista per alcuni minuti o oltre. La funzione può essere attivata o disattivata con un apposito comando.
Per ottenere questa funzione si sfrutta il fenomeno della emissione secondaria: quando un elettrone colpisce un fosforo sullo schermo, l'energia cinetica trasferita può provocare, oltre all'emissione di luce, l'espulsione di altri elettroni dal materiale, che assume così una carica positiva. Negli oscilloscopi a memoria un secondo cannone elettronico produce un flusso disperso di elettroni a bassa energia che vengono attirati dai fosfori caricati positivamente. Se l'energia di questi elettroni è opportunamente regolata il fenomeno dell'emissione secondaria può ripetersi indefinitamente. In realtà un inevitabile leggero sbilanciamento provoca una progressiva illuminazione di tutto lo schermo (energia eccessiva) oppure la progressiva estinzione della traccia (poca energia).
In alcuni modelli la memoria è esclusivamente bistabile: l'immagine residua può essere presente o assente. In altri la cancellazione avviene progressivamente. In altri ancora è possibile sopprimere temporaneamente la visualizzazione della memoria (spegnendo il cannone secondario) e richiamarla successivamente, su alcuni modelli degli anni 60 era possibile attivare parzialmente la memoria, solo sulla metà superiore o inferiore del tubo.

### Oscilloscopio a memoria digitale

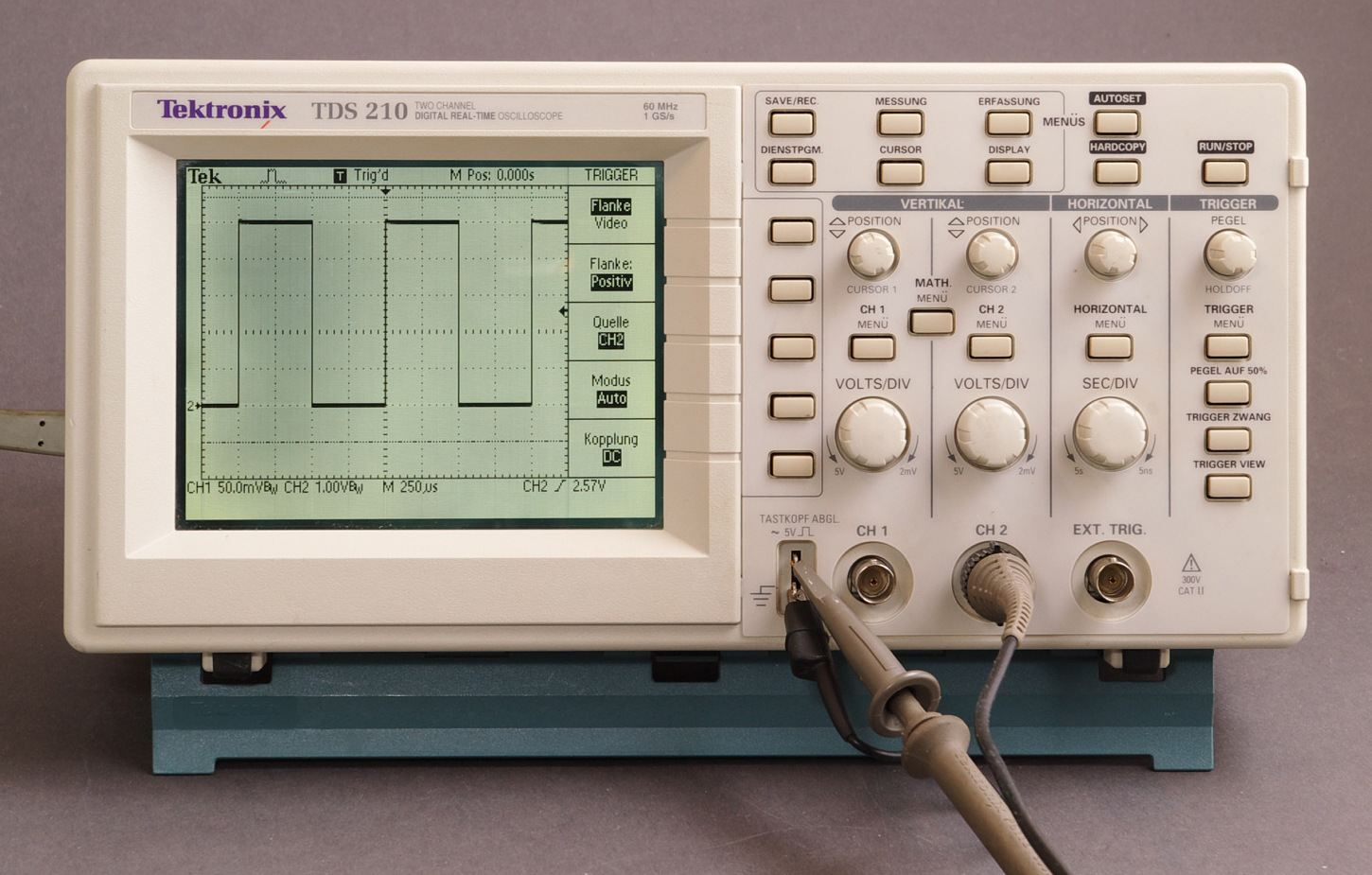
Oscilloscopio digitale a due canali. La sonda del secondo canale è connessa al segnale di calibratura

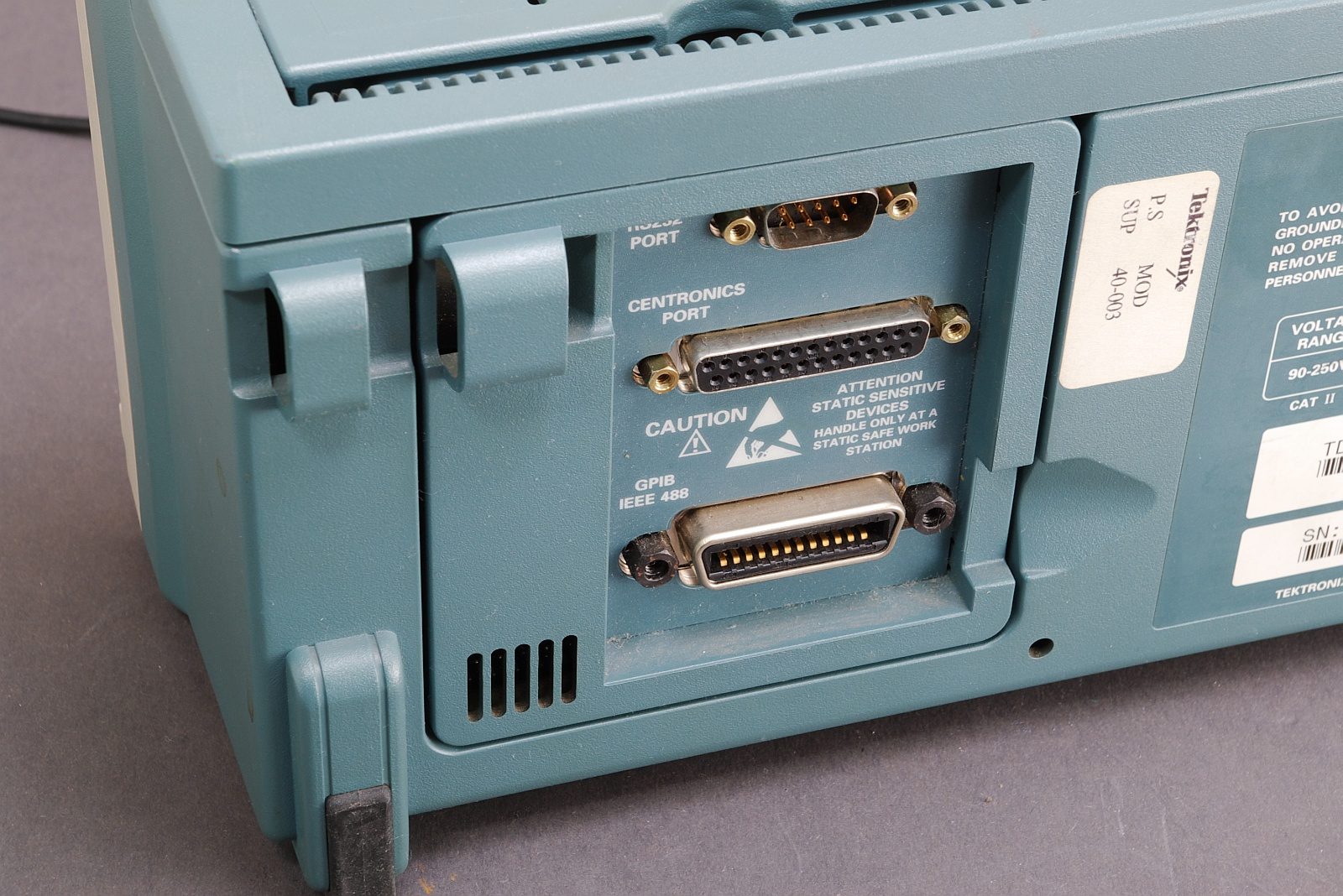
Le porte di connessione di un oscilloscopio digitale: seriale (RS232), parallela (Centronics per stampante), GPIB (IEEE 488)

Attualmente, gli oscilloscopi digitali sono ampiamente preferiti nelle applicazioni professionali, lasciando agli hobbisti i modelli analogici. Se nell'oscilloscopio analogico il ruolo fondamentale era svolto dal tubo catodico, nell'oscilloscopio digitale il componente principale è l'accoppiata convertitore analogico-digitale e RAM.
L'ADC è di tipo Flash (solitamente ad 8 bit) poiché è fondamentale avere una conversione veloce del segnale di ingresso: per la legge di Shannon, infatti, la massima frequenza catturata dal segnale di ingresso sarà la metà della frequenza di campionamento. Questi convertitori sono tipicamente in grado di campionare a una frequenza di 20 GHz e richiedono quindi una RAM con una banda passante di oltre 20 GB/s.
La RAM, a causa degli stringenti vincoli prestazionali, ha una capacità tipica che non supera i 64 MB. Nel 2003, per un oscilloscopio digitale a 20 GHz con una RAM di 64 MB erano necessari circa 100 000 euro.
Il segnale, una volta campionato e memorizzato nella RAM, può essere elaborato da un microprocessore in grado di ricavare dai campioni i dati di interesse (forme d'onda, tempi, ampiezze, spettri di frequenza, statistiche varie, ecc.) e visualizzarli su un monitor, solitamente in standard VGA 640x480 con un'area di 500x400 pixel dedicata alla visualizzazione della forma d'onda con le divisioni tipiche dei modelli analogici. La precisione di visualizzazione tipica è del 1~3% per segnali in DC mentre l'errore può salire al 30% ai limiti del funzionamento AC.
Una particolarità degli oscilloscopi digitali è la possibilità di operare il campionamento in tempo equivalente. Infatti se si studia un segnale periodico, è possibile campionare ripetutamente il segnale per più periodi, raggiungendo una banda passante di oltre 50 GHz campionando a "soli" 20 GHz; la legge di Shannon qui non vale perché essa si applica al campionamento di segnali aperiodici.
Oltre agli oscilloscopi stand-alone, vengono oggi prodotti oscilloscopi anche sotto forma di periferiche da collegare ad un PC standard. La RAM usata per i campionamenti ovviamente è interna alla periferica, ma da PC è possibile acquisire tutti i dati di interesse.
A volte è presente una funzione di autoregolazione: premendo un solo tasto, lo strumento si autoconfigura per visualizzare al meglio il segnale entrante. Sui modelli ad alte prestazioni è implementata la funzione di autocalibrazione, saltuariamente l'operatore può attivare la routine implementata nel firmware semplicemente premendo un tasto. I modelli attuali ad alte prestazioni ormai non differiscono molto da un PC anche nell'ingegnerizzazione, hanno un ampio schermo Touch control, all'interno uno o più processori, due o più banchi di RAM e connettori PCI per eventuali periferiche, il software, Windows 2000, e ovviamente i circuiti hardware di acquisizione, i quali contribuiscono in larga misura sul costo finale dello strumento.
Quasi tutti gli oscilloscopi digitali possono essere collegati in rete per essere comandati a distanza e sincronizzati con altri strumenti di misura (per esempio si può coordinare l'uso dell'oscilloscopio con un generatore di impulsi). Usualmente si usa un bus IEEE-488, che consente una buona interoperabilità (possono comunicare dispositivi che hanno velocità diverse, essendo asincrono) e ha una buona banda passante (1 MB/s per il 488.1 e 8 MB/s per il 488.2), unitamente ad una buona resistenza ai disturbi esterni. Il cavo è composto da 8 linee dati, 7 di GND e 1 schermatura a calza; ci sono inoltre 8 linee di controllo. Si tratta di un cavo abbastanza ingombrante. Il bus può collegare fino a 15 dispositivi su una linea lunga al massimo 20 metri.

## Sonde di misura

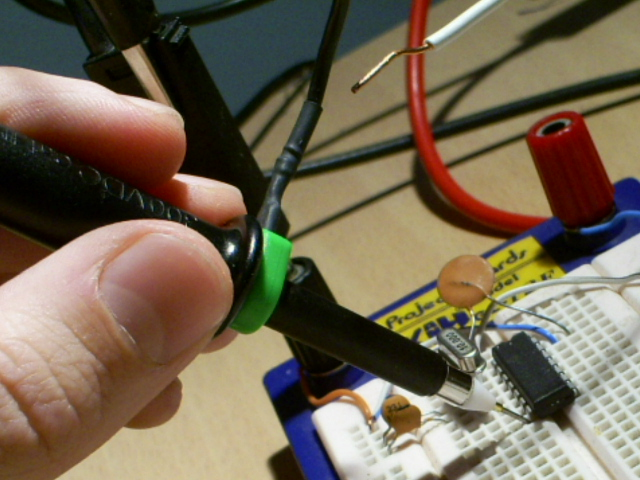
Esame di un segnale prelevato con la sonda su un pin di un circuito integrato. Il circuito da esaminare è stato realizzato su un supporto per connessioni provvisorie sperimentali detto "breadboard"

Le sonde costituiscono un accessorio fondamentale, con esse viene prelevato il segnale da esaminare e trasferito allo strumento. La qualità elettrica di una sonda consiste fondamentalmente nell'alterare il meno possibile il segnale prelevato, se progettata e ingegnerizzata bene anche meccanicamente, con l'uso di buoni materiali può risultare relativamente costosa, ma garantisce affidabilità nelle misure, ridotta usura, e minor rischio di rottura nel lungo periodo. I punti meccanicamente più deboli sono situati in prossimità dell'ingresso del cavo nel connettore e nel puntale di misura; i continui e inevitabili piegamenti del cavo in quei due punti provocano l'usura della calza, costituente lo schermo elettrico del cavo, del dielettrico costituente la zona isolante tra schermo e conduttore del segnale, nonché dello stesso conduttore, costituito da filo di acciaio dello spessore di un capello, l'estrema sottigliezza del filo conduttore è resa necessaria per ottenere un cavo di minima capacità, condizione necessaria per poter trasferire segnali di frequenza elevata con perdite minime.
Una caratteristica delle sonde è il loro fattore di attenuazione, identificato dai simboli X1, X10, X100: una sonda X1 trasferisce il segnale allo strumento senza alcuna attenuazione in tensione, una sonda X10 attenua il segnale di 10 volte, una sonda X100 di 100 volte, ovvero se al suo ingresso si presenta una tensione di 220 volt, all'ingresso dell'oscilloscopio viene presentata una tensione di 2,2 volt. Questo permette di effettuare misure di tensione di valore superiore a quello accettato dall'ingresso dello strumento, oltre a presentare una maggiore impedenza di ingresso, indispensabile in certi casi per non caricare il circuito sotto misura. Alcune sonde sono predisposte per l'uso del fattore 1 e 10, selezionabili tramite un commutatore posto sul puntale. Su strumenti di classe elevata la misura viene visualizzata al valore reale, indipendentemente dal fattore di attenuazione adottato, grazie a piccoli pioli retrattili integrati nel connettore BNC in versione modificata. L'inserimento del connettore mette in contatto i pioli con una ghiera circolare posta intorno al BNC d'ingresso, trasferendo le informazioni di settaggio della sonda allo strumento. Essendo questa soluzione un brevetto Tektronix, il costruttore europeo Philips lo aggirò adottando la soluzione meccanica opposta, ovvero posizionando i pioli di prelievo dei segnali ausiliari intorno al BNC di ingresso, e integrando le ghiere nel BNC della sonda. Alcuni tipi di sonde (attenuate X10) presentano facilitazioni aggiuntive per l'operatore, alcuni modelli Tektronix dispongono sul puntale di misura, pulsantini di servizio, quale ad esempio il cortocircuito a massa dell'ingresso dello strumento o lo spostamento in verticale di pochi millimetri del segnale visualizzato; quest'ultima funzione risulta utile nel caso si lavori con 4 sonde su segnali diversi perché la complessità dell'analisi può essere tale da portare l'operatore ad avere dubbi su quale sia tra i quattro visualizzati il segnale che sta prelevando con la sonda che ha in mano; premendo il pulsantino dedicato, quello tra i quattro segnali rappresentati sullo schermo che si sposta in verticale di pochi millimetri è quello prelevato dalla sonda, alcune presentano una piccola sede in prossimità dell'impugnatura per accogliere anellini di diverso colore per meglio distinguere le une dalle altre, sempre nel caso di misure multiple contemporanee. Tutte sono provviste di un "coccodrillo" che va collegato al potenziale elettrico di riferimento rispetto al quale si vogliono misurare i valori di tensione o le forme d'onda, costituito solitamente dalla massa del circuito.
Ad esclusione delle sonde non attenuate (fattore X1), tutte le altre necessitano saltuariamente di un'operazione definita compensazione (basta un semplice cacciavite), si rende necessaria soprattutto con l'interscambio tra sonde ed oscilloscopi, nonostante i valori di impedenza siano standardizzati, l'accoppiamento perfetto di impedenza tra sonda ed oscilloscopio si realizza al momento, compensando la sonda, ovvero portando il tetto dell'onda quadra visualizzata prelevata dal calibratore, perfettamente orizzontale.

## Impieghi
L'uso classico dell'oscilloscopio è nella diagnosi di guasti in apparecchiature elettroniche. Per esempio nel caso di un televisore si parte dallo schema elettrico dove sono indicati i diversi stadi del sistema (sintonizzatore radio, oscillatori, amplificatori, ecc.) e i segnali che dovrebbero essere presenti in diversi punti.
Si collega la sonda dell'oscilloscopio nel punto indicato tra due stadi, dopo avere collegato assieme le masse di oscilloscopio ed apparecchio in esame.
Semplificando molto, se il segnale in un certo punto è assente, uno stadio precedente della catena è difettoso. Retrocedendo progressivamente per esclusione, un tecnico competente è in grado di individuare il componente difettoso.
Un altro uso è per provare circuiti appena progettati per verificare la correttezza dei parametri calcolati o individuare eventuali errori. In elettronica digitale è necessario disporre di oscilloscopi con almeno due tracce per confrontare tra loro i segnali, per esempio la linea dei dati con il segnale di clock. È possibile verificare in questo modo la presenza di sorgenti di disturbo.
Un altro impiego è nella progettazione di software embedded. L'oscilloscopio permette di verificare se il software sta inviando i giusti segnali all'hardware.
Un elemento importante nell'uso dell'oscilloscopio è il collegamento delle masse. La massa infatti è il riferimento per le tensioni misurate. In generale la massa dell'oscilloscopio va collegata alla massa del circuito in esame e le sonde in genere hanno un apposito connettore a pinza per questo scopo. Se l'oscilloscopio è alimentato dalla rete elettrica, è probabile che la sua massa sia collegata alla messa a terra e in tale caso lo è anche il connettore di massa sulla sonda. Se anche il circuito in esame è collegato alla messa a terra, collegare la massa della sonda ad un punto del circuito diverso dalla massa può provocare un cortocircuito attraverso l'oscilloscopio, con il rischio di causare danni ad entrambi gli apparecchi.
Alcuni apparecchi hanno la massa di ingresso isolata dalla massa generale. Come precauzione l'apparecchio in esame può essere alimentato attraverso un trasformatore di isolamento, che separa la massa dal circuito di messa a terra, questo accorgimento è assolutamente indispensabile quando si effettuano misure direttamente sulla rete elettrica.
L'oscilloscopio è uno strumento di misura e come tale deve essere manipolato con cura. Per mantenere nel tempo le prestazioni dichiarate del costruttore, come tutti gli strumenti elettronici, anch'esso deve essere sottoposto a periodica calibrazione con strumenti campione presso appositi istituti di metrologia. Particolare cura deve essere prestata alle sonde, che sono fragili e costose; basti pensare che in proposito, negli anni 80, sulle linee di produzione degli stabilimenti Olivetti di Scarmagno, dotate di un parco oscilloscopi di decine di unità, prevalentemente 465 Tektronix, la frequente rottura delle costose sonde originali dovuta alla poca cura nell'usarle, costrinse il servizio assistenza interno a progettare e realizzare in proprio un tipo di sonda da utilizzare sulle linee di produzione, questa veniva a costare un decimo del ricambio originale. Le sonde si dividono grosso modo in due gruppi, passive e attive, queste ultime, necessarie per l'analisi di segnali in corrente o tensioni debolissime, hanno al loro interno circuiti amplificatori i quali necessitano di un proprio alimentatore.